# Rejon monasterzyski
Rejon monasterzyski – były rejon obwodu tarnopolskiego Ukrainy.
Został utworzony w 1939, jego powierzchnia wynosiła 558 km², a ludność rejonu liczyła 34 500 osób.
Na terenie rejonu znajdowały się: jedna miejska rada i 30 silskich rad, obejmujących w sumie 46 miejscowości. Siedzibą władz rejonowych były Monasterzyska.

## Miejscowości rejonu
- Bertniki[1] (Бертники)
- Bobrowniki (Бобрівники)
- Czechów (Чехів)
- Dąbrowa (Діброва)
- Dobrowody (Доброводи)
- Dubianka (Дубенка)
- Honczariwka[2] (Гончарівка)
- Horożanka (Горожанка)
- Horyhlady (Горигляди)
- Hranitne[3] (Гранітне)
- Hrehorów (Григорів)
- Huta Nowa (Нова Гута)
- Jarhorów (Яргорів)
- Komarówka (Комарівка)
- Koropiec (Коропець)
- Kowalówka (Ковалівка)
- Korżowa (Коржова)
- Krasiejów (Красіїв)
- Krynycia (Криниця)
- Ladzkie (Лядське)
- Łazarówka (Лазарівка)
- Łuka (Лука)
- Markowa (Маркова)
- Międzygórze (Межигір'я)
- Monasterzyska (Монастириська)
- Nizkołyży (Низьколизи)
- Olesza (Олеша)
- Ostra (Вістря)
- Pidlisne[4] (Підлісне)
- Puźniki
- Ridkolissia[5] (Рідколісся)
- Sadowe[6] (Садове)
- Sadżiwka (Саджівка)
- Sawałuski (Савелівка)
- Senków (Сеньків)
- Słobódka Górna (Горішня Слобідка)
- Stojła (Стигла)
- Switle[7] (Світле)
- Szwejków (Швейків)
- Toustobaby (Високе)
- Trościańce (Тростянці)
- Uście Zielone (Устя-Зелене)
- Weleśniów (Велеснів)
- Werbka (Вербка)
- Zadarów (Задарів)
- Zalesie[8] (Залісся)
- Zastawce (Заставці)
- Zatyszne (Затишне)
- Zawadówka (Завадівка)